# Правительство Болгарии (2005-2009)
Правительство Болгарии состоит из Совета министров Республики Болгарии. Он руководит и осуществляет внутреннюю и внешнюю политику страны, в соответствии с Конституции Республики Болгарии и её законодательством. Совет министров руководит выполнением государственного бюджета, организует уход за государственными благами, заключает, утверждает и денонсирует международные договорённости, в случаях, определённых законами. .

## Состав
Восемьдесят шестое болгарское правительство руководило страной с 17 августа 2005 года по 27 июля 2009 года. Правительство состояло из:
| имя               | должность                                                        | партия       |
| Сергей Станишев   | премьер-министр                                                  | БСП          |
| Ивайло Калфин     | заместитель премьер-министра и министр иностранных дел           | БСП          |
| Даниел Вылчев     | заместитель премьер-министра и министр образования и науки       | НДСВ         |
| Емел Етем Тошкова | заместитель премьер-министра и министр по чрезвычайным ситуациям | ДПС          |
| Меглена Плугчиева | заместитель премьер-министра                                     | НДСВ         |
| Пламен Орешарски  | финансы                                                          | беспартийный |
| Михаил Миков      | внутренние дела                                                  | БСП          |
| Николай Цонев     | оборона                                                          | НДСВ         |
| Миглена Тачева    | юстиция                                                          | НДСВ         |
| Николай Василев   | государственная администрация и административная реформа         | НДСВ         |
| Петр Димитров     | экономика и энергетика                                           | БСП          |
| Петр Мутафчиев    | транспорт                                                        | БСП          |
| Асен Гагаузов     | региональное развитие и благоустройство                          | БСП          |
| Джевдет Чакыров   | окружающая среда и воды                                          | ДПС          |
| Валерий Цветанов  | сельское хозяйство                                               | ДПС          |
| Емилия Масларова  | труд и социальная экономика                                      | БСП          |
| Евгений Желев     | здравоохранение                                                  | БСП          |
| Стефан Данаилов   | культура                                                         | БСП          |
| Гергана Паси      | европейские вопросы                                              | НДСВ         |